# شعب الطاهش (السبرة)

تعديل مصدري - تعديل

شعب الطاهش محلة تابعة لقرية الاشعاب، التابعة لعزلة المساعدة بمديرية السبرة إحدى مديريات محافظة إب في الجمهورية اليمنية.، بلغ تعداد سكانها 41 حسب تعداد اليمن لعام 2004.